# Burmakino
Burmakino è una cittadina della Russia europea centrale, situata nella oblast' di Jaroslavl'; appartiene amministrativamente al rajon Nekrasovskij.
Sorge nella parte sudorientale della oblast', sulle sponde del piccolo fiume Tunošonka.